# Druivenkoers 1971
La Druivenkoers 1971, undicesima edizione della corsa, si svolse il 1º settembre 1971 su un percorso di 140 km, con partenza ed arrivo a Overijse. Fu vinta dal belga Georges Pintens della squadra Hertekamp-Magniflex davanti al connazionale Eric Leman e allo spagnolo Domingo Perurena.

## Ordine d'arrivo (Top 10)
| Pos. | Corridore        | Squadra             | Tempo    |
| ---- | ---------------- | ------------------- | -------- |
| 1    | Georges Pintens  | Hertekamp-Magniflex | 3h26'00" |
| 2    | Eric Leman       | Flandria-Mars       |          |
| 3    | Domingo Perurena | KAS                 |          |